# Ноєнгаймер-Фельд

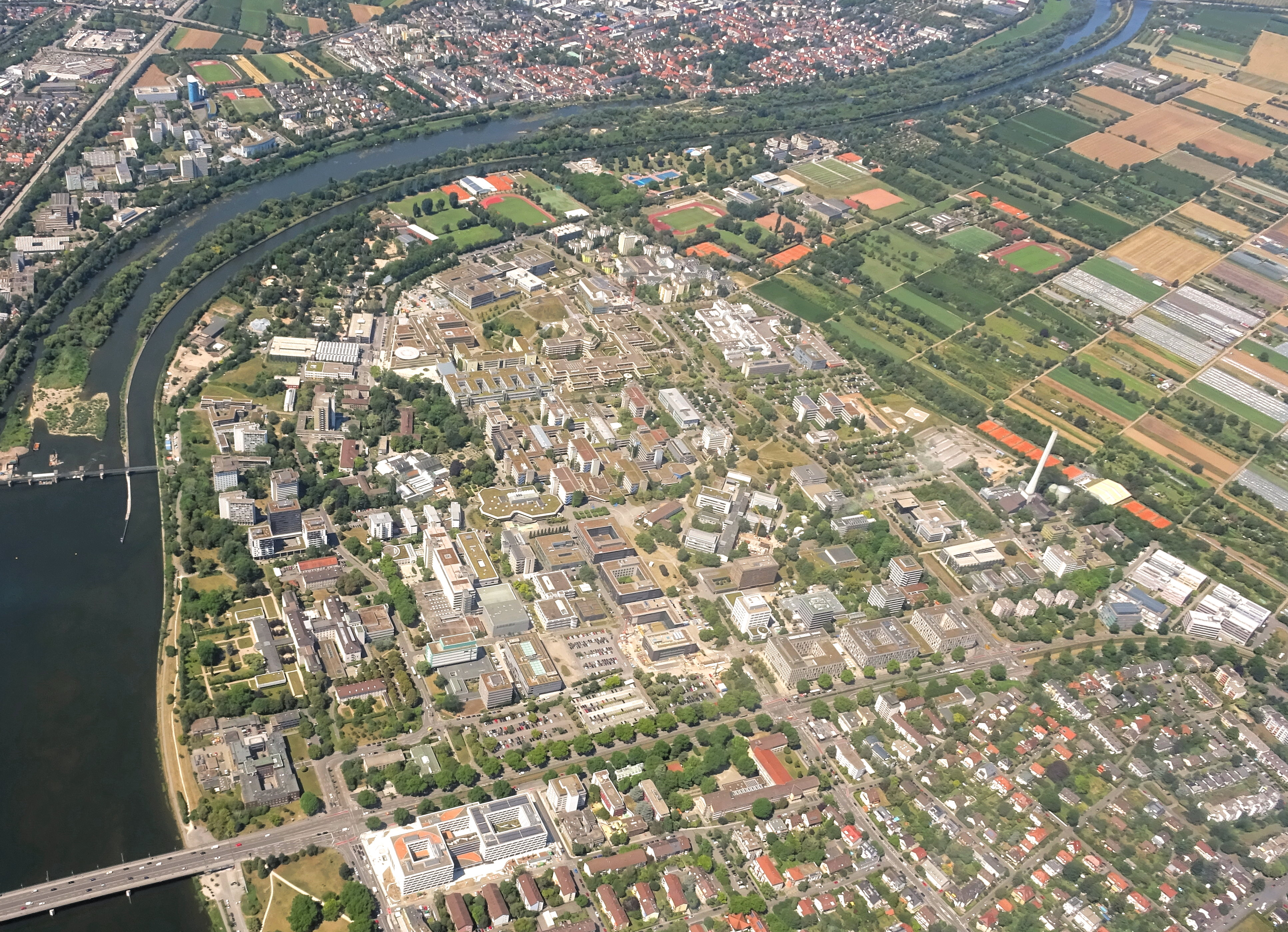
Аерофотознімок кампусу Ноєнгаймер-Фельд

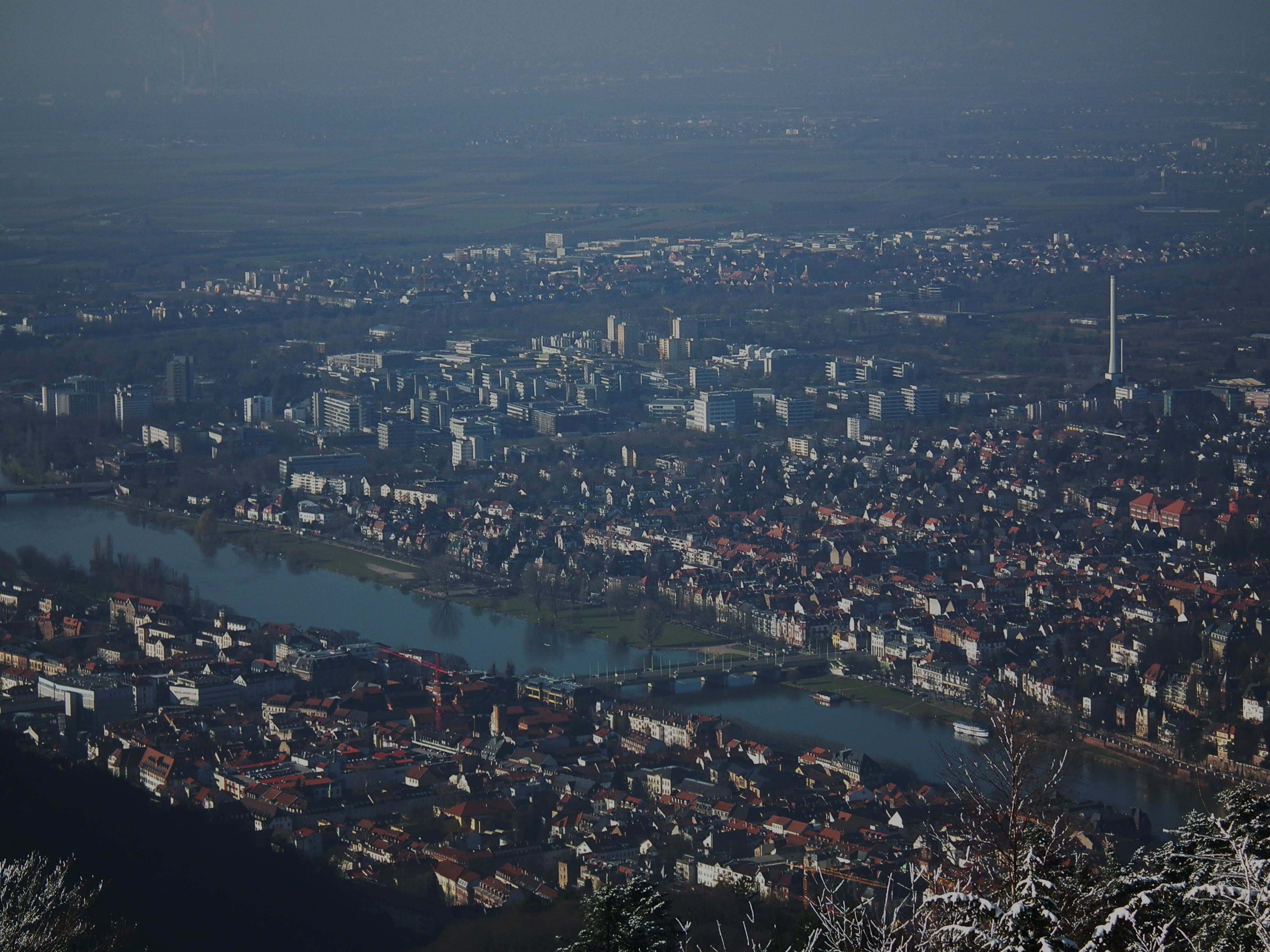
Вид на Ноєнгаймер-Фельд з Кенігштуля

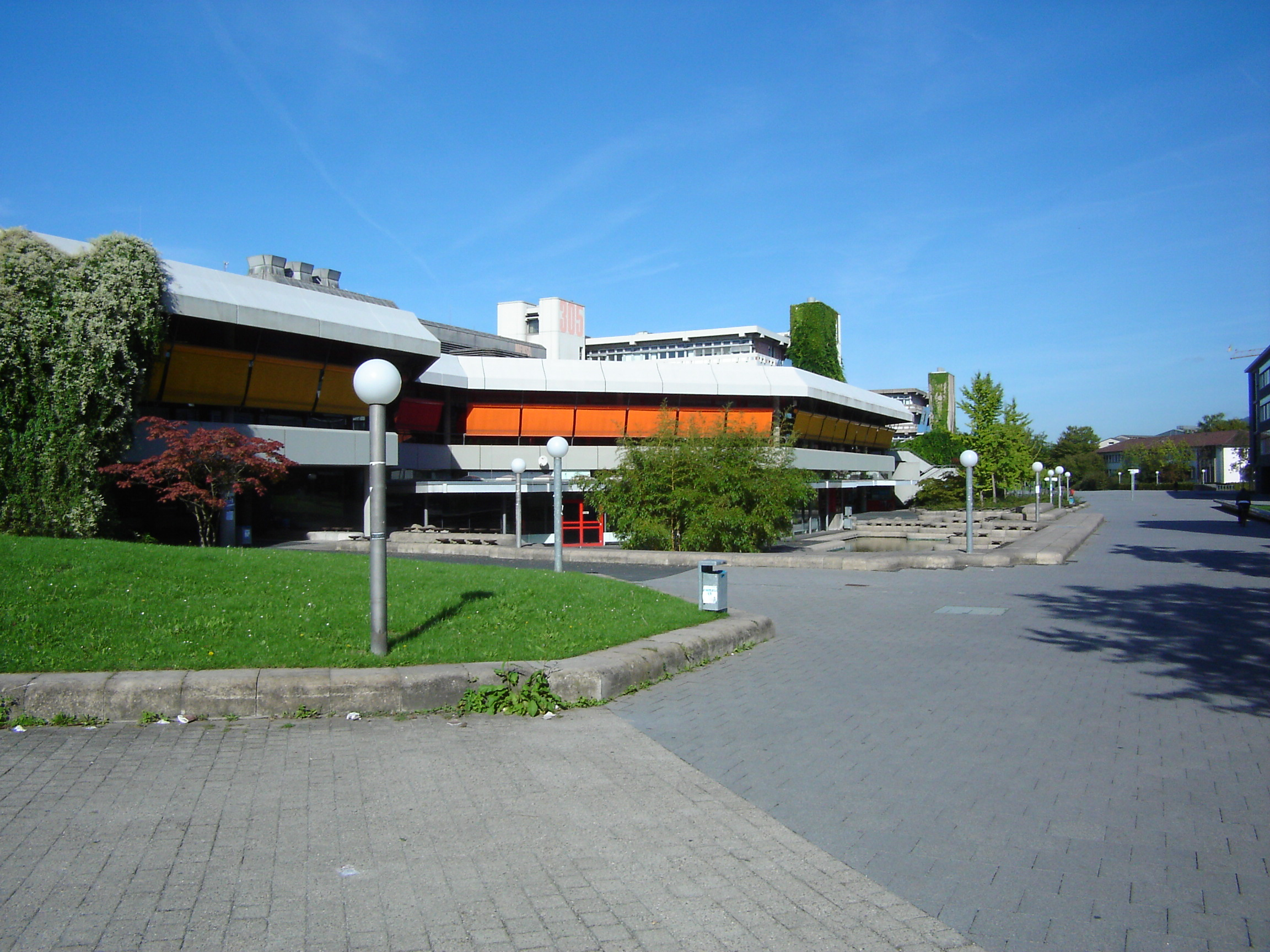
Студентська їдальня ("менза") в Ноєнгаймер-Фельд

Ноєнгаймер-Фельд — це новий район розвитку на заході району Ноєнгайм у Гейдельберзі, де в основному (але не виключно) розташовані природничі факультети та частини Університетської лікарні Гейдельберга.
До 1960-х років ця територія, в основному, використовувалася для сільського господарства. В першій половині XX століття на північному березі Неккара були створені перші дослідницькі центри: Ботанічний сад (перенесений сюди в 1915 році), Інститут медичних досліджень Макса Планка (заснований в 1930 році як Інститут медичних досліджень імені Кайзера Вільгельма) і хірургічна клініка (1933—39). У 1935 з приватної ініціативи був створений Гайдельберзький зоопарк.
В 1928 році Ноєнгаймер-Фельд був з'єднаний з містом теперішнім мостом Ернста Вальца (на додачу до Мьонхгофштрасе). З 1939 року по цьому мосту також проходить трамвайна лінія, яка спочатку призначалася для перевезення поранених. Тому була і службова колія до хірургічної клініки. Пасажирські потяги спочатку закінчувалися прямо на північному кінці моста. У 1950-х роках вулицю над мостом Ернста Вальца було продовжено як Берлінерштрасе. Далі подовження трамваю здійснювалося поетапно. Берлінерштрасе і трамвайний маршрут пройшли вздовж східного краю Ноєнгаймер-Фельд.
Після Другої світової війни виникла потреба в розширенні університету. Тому факультети природничих наук (окрім кількох корпусів факультету фізики та астрономії) і частина медичного кампусу були перенесені до Ноєнгаймер-Фельд, для чого довелось забудувати університетськими корпусами майже весь район. На рубежі тисячоліть відбулася нова хвиля будівництва, коли численні клініки та медичні інститути залишили стару клініку в Берґгаймі та переїхали до нових будівель у Ноєнгаймер-Фельд. Також в нових будинках розмістились студентські гуртожитки, Німецький центр дослідження раку і Інститут порівняльного публічного права та міжнародного права Макса Планка.
Для транспорту між різними будівлями клініки та місцевими інститутами під Ноєнгаймер-Фельд була побудована система підземних переходів довжиною 14 км. Вона включає монорейковий транспорт для перевезення їжі та білизни і пневмопошту.
Забудова була також поширена на прилеглу територію в Гандшусгаймі, де розташовані Інститут спортивних наук, нова будівля Педагогічного університету та, з 1985 року, Гейдельберзький технологічний парк .
Розробляються плани будівництва нового моста через Неккар, який має забезпечити Ноєнгаймер-Фельд прямим сполученням з автомагістраллю. План розширення трамвайної мережі був затверджений 2014 року, але скасований 2016 року після судового позову університету.
В 2017 року університет, земля Баден-Вюртемберг і адміністрація міста погодилися розпочати процес розробки генерального плану для району Ноєнгаймер-Фельд. З чотирьох поданих проєктів були відібрані два, доопрацьовані та представлені для подальшого розгляду у 2021 році Es steht noch nicht fest wann das Verfahren abgeschlossen werden kann..
24 січня 2022 року в лекційній аудиторії біля ботанічного саду сталася стрілянина, внаслідок якої одна людина загинула, ще троє отримали поранення. Злочинець, 18-річний студент, застрелився.